# Das Haus in Montevideo
Das Haus in Montevideo (La casa a Montevideo) és una pel·lícula de comèdia alemanya del 1963 dirigida per Helmut Käutner i protagonitzada per Heinz Rühmann, Ruth Leuwerik i Paul Dahlke. Està basada en l'obra homònima de Curt Goetz de 1945, que havia estat dura al cinema prèviament el 1951.

## Argument
La pel·lícula tracta d'un professor respectable que hereta una casa i diners a Montevideo de la seva salvatge germana, amb la condició que ell mateix es comporti d'una manera menyspreable.

## Repartiment
- Heinz Rühmann - Prof. Dr. Traugott Hermann Nägler
- Ruth Leuwerik - Marianne Nägler
- Paul Dahlke - Pastor Riesling
- Hanne Wieder - Carmen de la Rocco
- Ilse Pagé - Atlanta
- Michael Verhoeven - Herbert
- Viktor de Kowa - Anwalt
- Fritz Tillmann - Burgermestre
- Elfie Fiegert - Belinda
- Doris Kiesow - Martha
- Herbert Kroll - Apotecari
- Georg Gütlich - Oberst
- Pierre Franckh - Lohengrin

## Reconeixement
Va formar part de la selecció oficial al Festival Internacional de Cinema de Sant Sebastià 1964.